# エスニコスOFPF
エスニコス・ピレウス1923 FC（ギリシア語: Εθνικός Πειραιώς 1923, 英語: Ethnikos Piraeus 1923 Football Club）は、ギリシャのピレウス県ピレウスをホームタウンとするサッカークラブである。

## 歴史
1923年11月21日に創設された。クラブカラーはギリシャの国旗に由来する青色と白色。
ピレウスサッカー協会の設立メンバーの一員であり、1928年と1929年、1939年にピレウス選手権で優勝した。1927-28シーズンにギリシャサッカー連盟 (EPO) による最初の全ギリシャ選手権にピレウスの優勝チームとして参加した。
1933年にキペロ・エラーダス決勝でアリス・テッサロニキと対戦、同年2月5日に2-2で引き分けた後、3月25日に行われた再試合に2-1で勝利して優勝した。
1955-56シーズンに全ギリシャ選手権でオリンピアコスに次ぐ2位の成績を残した。次の1956-57シーズンは史上最高のチームの1つであったが、ソビエト連邦のハンガリー侵攻後に西側に逃亡し、ハンガリーサッカー連盟から処分を受けたハンガリー代表のフェレンツ・プスカシュやシャーンドル・コチシュを親善試合に招待したことにより、1957年5月20日に選手権から除外処分を受けた。ギリシャのビッグ3であるオリンピアコス、パナシナイコス、AEKアテネがEPOに圧力をかけたとされる。
アルファ・エスニキには初年度の1959-60シーズンから1989-90シーズンまで31シーズン連続で参加、1974-75シーズンに4位の成績を残した。
1976年にバルカン・カップに出場してディナモ・ザグレブ、ディナモ・ティラナと対戦した。
1998-99シーズンにアルファ・エスニキで1勝を挙げることもできず最下位に終わり、ベータ・エスニキに降格、1999-2000シーズンにガンマ・エスニキに降格、2002-03シーズンにデルタ・エスニキに降格した。2004年にAOマニスと合併してエスニコス・オミロス・フィラスロン・ピレオス・ファリル＝アスリティコス・オミロス・マニス (Εθνικός Ομιλος Φιλάθλων Πειραιώς Φαλήρου-Αθλητικός Όμιλος Μάνης) となり、エスニコスOFPF＝AOマニスはガンマ・エスニキに復帰、2005-06シーズンにベータ・エスニキに昇格した。2009-10シーズンにスーパーリーグへの昇格プレーオフに進出したが敗退した。次の2010-11シーズンは処分を受けてデルタ・エスニキに降格した。
2011年12月29日にエスニコス・ピレア1923 (Εθνικός Πειραιά 1923) に改称された。
2011-12シーズンに史上初めてピレウスの地域リーグに降格した。
2013-14シーズンにガンマ・エスニキに昇格した。
2015年7月8日にエスニコスOFPF (Εθνικός Όμιλος Φιλάθλων Πειραιώς Φαλήρου) に改称された。

## 獲得タイトル
- ベータ・エスニキ（英語版）：1回
  - 1990-91

- キペロ・エラーダス：1回
  - 1932-33

## 欧州の成績
| シーズン | 大会             | ラウンド  | 対戦相手           | ホーム | アウェー | 合計 |  |
| -------- | ---------------- | --------- | ------------------ | ------ | -------- | ---- |  |
| 1976     | バルカン・カップ | グループB | ディナモ・ザグレブ | 1-0    | 1-2      | 3位  |  |
| 1976     | バルカン・カップ | グループB | ディナモ・ティラナ | 3-4    | 0-2      | 3位  |  |
| 1991-92  | バルカン・カップ | 準決勝    | サルイェルSK       | 3-0    | 0-5      | 3-5  |  |

## 歴代監督
- ボブ・ホートン 1980
- ハワード・ケンドール 1998-1999

## 歴代所属選手
- タソス・ミトロプーロス
- ミハリス・カプシス 1993-1999, 2010-2011
- ヴァシリス・ツィアルタス
- ヤニス・アナスタシウ 1991-1996
- ミハリス・クリティコプーロス
- ディミトリス・セイタリディス
- トティス・フィラクーリス
- ディミトリス・ナリツィス
- ヴァシリス・ヴーザス
- アンドレアス・ニニアディス
- コスタス・ツァナス
- イリアス・アルモドロス
- ペトロス・レヴェンタコス
- タナシス・インツォグル
- タキス・ペルシアス
- マノリス・パパドプーロス
- アントニス・ペトロプーロス
- ギオルゴス・パパンドレウ
- ギオルゴス・ヴァイツィス
- コスタス・パヴロプーロス
- ヤニス・ザラドゥカス
- コスタス・バツィニラス
- ディミトリス・シアルマス
- ギオルゴス・ツィフーティス
- アントニス・マニカス
- ディミトリオス・ムタス
- ソティリス・リベロプーロス
- タナシス・ディモプーロス
- ヤニス・スコペリティス
- ミハリス・グリゴリウ
- ギオルゴス・ムケアス
- スタシス・マンタロジス
- ダニエル・バティスタ
- スタヴロス・パパドプーロス
- フォト・ストラコシャ
- アリアン・ベライ
- ジオヴァンニ 2006-2007
- マルコ・トゥーリオ・ロペス・シルバ 2008-2009
- マセンゴ・イルンガ
- トーマス・ロールバッハ
- ジョエル・エパレ
- ゲオルギ・デネフ
- ワシントン・カルカテーラ
- ゾラン・ヨヴィチッチ 1993-1995
- ロイ・ワシュベリ
- ボジダル・バンドヴィッチ
- ミオドラグ・メダン
- アビド・コヴァチェヴィッチ
- テリー・エックルス
- ソロモン・グライムス
- ホセ・ルイス・ヘレス
- マルコ・フェレイラ 2008-2010
- マリナウド・シセロ・ダ・シルバ 2009-2010
- アントン・ドボシュ
- チプリアン・プロダン
- ギジェルモ・ルイス・キロガ
- ランコ・ポポヴィッチ 1994
- ライス・エンボリ 2006-2007
- ジャン＝ポール・アバロ
- ママドゥ・ゾンゴ
- フィリップ・デスポトフスキ
- アルトゥーラス・リムケヴィチュス 2011